# ويليام كيمل
ويليام كيمل هو محامي وسياسي أمريكي، ولد في 15 أغسطس 1812 في بالتيمور في الولايات المتحدة، وتوفي بنفس المكان في 28 ديسمبر 1886. نشط حزبياً في الحزب الديمقراطي. وقد انتخب عضو مجلس النواب الأمريكي ‏.